# دنهلم الیوت
دِنهُلم الیوت (انگلیسی: Denholm Elliott؛ زاده ۳۱ مهٔ ۱۹۲۲ – درگذشته ۶ اکتبر ۱۹۹۲) هنرپیشه اهل بریتانیا بود. وی بین سال‌های ۱۹۴۹ تا ۱۹۹۲ میلادی فعالیت می‌کرد.
از فیلم‌هایی که وی در آن نقش داشته‌است، می‌توان به مهاجمان صندوق گمشده، ایندیانا جونز و آخرین جنگ صلیبی، الفی، دیوار صوتی، نام رمز: کیریل، فراطبیعی، سفر نفرین‌شده، بانوی شرور، سوزاننده‌ها و اماکن تجاری اشاره کرد.